# Silveiros e Rio Covo (Santa Eulália)
Silveiros e Rio Covo (Santa Eulália) (oficialmente: União das Freguesias de Silveiros e Rio Covo (Santa Eulália)) é uma freguesia portuguesa do município de Barcelos, com 8,23 km² de área e 2098 habitantes (censo de 2021). A sua densidade populacional é 254,9 hab./km².

## História
Foi constituída em 2013, no âmbito de uma reforma administrativa nacional, pela agregação das antigas freguesias de Silveiros e Santa Eulália de Rio Covo e tem sede em Silveiros.

## Demografia
A população registada nos censos foi:
| Distribuição da População por Grupos Etários | Distribuição da População por Grupos Etários | Distribuição da População por Grupos Etários | Distribuição da População por Grupos Etários | Distribuição da População por Grupos Etários | Distribuição da População por Grupos Etários |
| -------------------------------------------- | -------------------------------------------- | -------------------------------------------- | -------------------------------------------- | -------------------------------------------- | -------------------------------------------- |
| Antes da agregação                           |                                              |                                              |                                              |                                              |                                              |
| Ano                                          | 0-14 anos                                    | 15-24 anos                                   | 25-64 anos                                   | >= 65 anos                                   | Total                                        |
| 2001                                         | 413                                          | 387                                          | 1119                                         | 222                                          | 2141                                         |
| 2011                                         | 379                                          | 249                                          | 1223                                         | 300                                          | 2151                                         |
| Após a agregação                             |                                              |                                              |                                              |                                              |                                              |
| Ano                                          | 0-14 anos                                    | 15-24 anos                                   | 25-64 anos                                   | >= 65 anos                                   | Total                                        |
| 2021                                         | 273                                          | 262                                          | 1154                                         | 409                                          | 2098                                         |